# シリア・アラブ王国

シリア・アラブ王国
 Syrian Arab Kingdom（英語）
 المملكة العربية السورية（アラビア語）

国歌:  سوريا يا ذات المجد （アラビア語）
O Syria, Who Owns the Glory
 
シリア・アラブ王国の最大版図（1920年1月）

シリア・アラブ王国（シリア・アラブおうこく、英語: Syrian Arab Kingdom、アラビア語: المملكة العربية السورية, ラテン文字転写: al-Mamlakah al-ʿArabiyya al-Sūriya）は、歴史的シリア地域に存在した、短命の未承認国家である。
1918年にイギリス軍に許可の下、ファイサル一世がアラブ立憲政府の成立を宣言した。
1919年11月26日にイギリス軍がOETA東部から撤退し、1920年3月8日にファイサル一世が即位したことによって成立した。

その後、フランス軍との戦争により、1920年7月25日にダマスカスが占領され、わずか四ヶ月でシリア・アラブ王国は滅亡した。
1. ↑  Zeine N. Zeine. Struggle for Arab Independence: Western Diplomacy and the Rise and Fall of Faisal's Kingdom in Syria. Caravan Books. Delmar, New York. 1977.
2. ↑  Tauber, Eliezer (13 September 2013). The Formation of Modern Iraq and Syria. Routledge. pp. 30–. ISBN 978-1-135-20118-0